# Liste des maires de Gien
Cet article dresse une liste par ordre de mandat des maires de Gien.

## Liste des maires
| Période                                  | Période        | Identité                    | Étiquette       | Qualité |
| ---------------------------------------- | -------------- | --------------------------- | --------------- | --- |
| Les données manquantes sont à compléter. |                |                             |                 | |
| 1866                                     | 1874           | Pierre Sarra                |                 | Notaire |
| septembre 1789                           | septembre 1790 | Jean Ozon                   |                 | |
| septembre 1790                           | juillet 1791   | Étienne Nicolas de la Barre |                 | |
| juillet 1791                             | juillet 1792   | Antoine Thomas de Gérissay  |                 | |
| juillet 1792                             | juillet 1793   | Jean Advenier               |                 | |
| juillet 1793                             | mars 1797      | Edmé Pierre Bazin           |                 | |
| avril 1797                               | mai 1817       | François Rameau             |                 | |
| mai 1817                                 | février 1821   | Charles Thomas de Boulen    |                 | |
| février 1821                             | mai 1828       | Étienne Jean Charles Lenoir |                 | |
| 1848                                     | 1865           | Guillaume Achille Gonat     |                 | |
| 1876                                     | 1886           | François Augère             | Gauche radicale | Propriétaire Conseiller général du canton de Gien (1877-1889) Député du Loiret (1889-1895)                                                                        |
| 1889                                     | 1895           | Émile Merry                 | Radical         | Pharmacien Conseiller général du canton de Gien (1889-1895 ; 1896-1901)                                                                                           |
| 1895                                     | 1901           | Charles Intins              | Radical         | Conducteur des Ponts et Chaussées Conseiller général du canton de Gien (1895-1896)                                                                                |
| 1901                                     | 1904           | Victor Thibault             |                 | |
| mai 1904                                 | septembre 1904 | Prosper Bizeau              |                 | |
| 1904                                     | 1905           | Emile Merry                 |                 | |
| 1905                                     | 1906           | Prosper Bizeau              |                 | |
| 1906                                     | 1912           | Raphaël Delaunay            | Radical         | Pharmacien Député (1906-1910) |
| 1912                                     | 1935           | Jean Villejean              | Radical         | Pharmacien Conseiller général du canton de Gien (1925-1937) |
| 1935                                     | 1941           | Pierre Dézarnaulds          | Radical         | Chirurgien Conseiller général du canton de Châtillon-sur-Loire (1935-1959) Député du Loiret (1919-1955) Sous-secrétaire d'État à l'Éducation physique (1936-1937) |
| Les données manquantes sont à compléter. |                |                             |                 | |
| octobre 1944                             | 1959           | Pierre Dézarnaulds          | Radical         | Chirurgien Conseiller général du canton de Châtillon-sur-Loire (1935-1959) Président du conseil général du Loiret (1946-1956) Député du Loiret (1919-1955)        |
| 1959                                     | 1995           | Louis Boyer                 | RI puis UDF     | Médecin Sénateur du Loiret (1974-2001) Conseiller général du canton de Gien (1964-1994)                                                                           |
| 1995                                     | 2012           | Jean-Pierre Hurtiger        | DVD             | Vice-président du conseil général du Loiret Conseiller général du canton de Gien (1994-2012)                                                                      |
| 2012                                     | 2014           | Patrick Chierico            | DVD puis UDI    | |
| 2014,                                    | 2020           | Christian Bouleau,          | UMP puis LR     | Président de la Communauté des communes giennoises, Conseiller régional du Centre                                                                                 |
| 2020                                     | En cours       | Francis Cammal,             | DVC             | Premier-adjoint (2014-2020) Conseiller départemental depuis 2021 Suppléant de la Sénatrice Pauline Martin                                                         |